# Wolfgang Grosch
Wolfgang Siegfried Grosch (* 15. September 1906 in Weimar; † 12. August 1988) war ein deutscher Architekt und Bauingenieur, der im Zweiten Weltkrieg als SS-Obersturmführer an der Planung mehrerer Konzentrations- und Vernichtungslager in den besetzten Ostgebieten beteiligt war.

## Leben

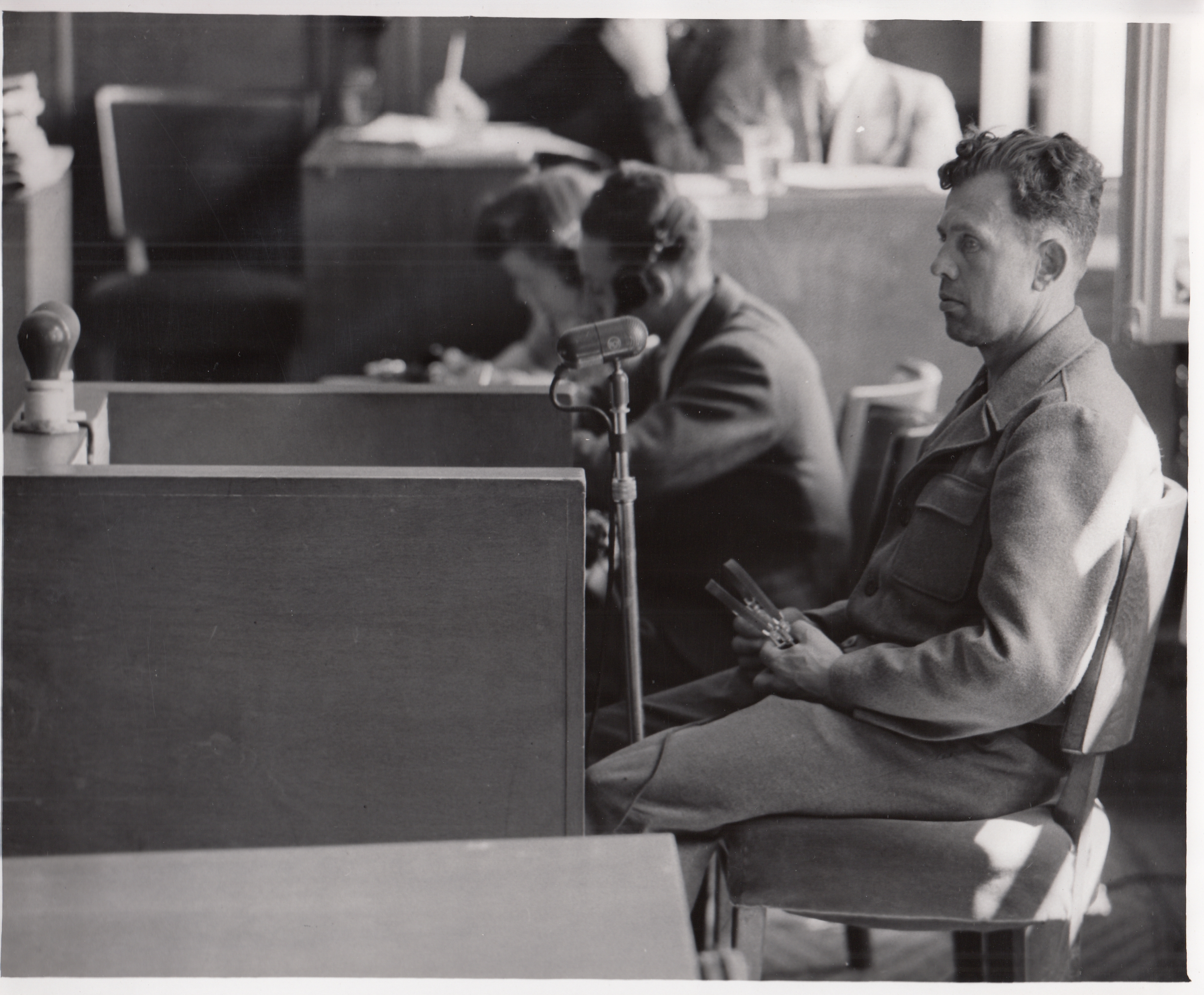
Wolfgang Grosch beim Oswald-Pohl-Prozess (April 1947)

Wolfgang Grosch entstammte der nationalkonservativen Milieu Weimars. Sein Architekturstudium absolvierte er in Dresden und Stuttgart. Zum 1. Januar 1932 trat er der NSDAP bei (Mitgliedsnummer 868.731). Sein Beitritt zur SS erfolgte 1934 (SS-Nummer 240.155). Wolfgang Grosch war mit der Berufsbezeichnung „Dipl.-Ing. Architekt“ zeitweise in der heutigen Fuldaer Straße 53 (früher Hindenburgstraße) in Weimar gemeldet.
Im November 1938 übernahm Grosch im Range eines SS-Untersturmführers die Leitung der SS-Neubauleitung Weimar-Buchenwald, auch als Baubüro Buchenwald bezeichnet. Damit war er verantwortlich für den weiteren Ausbau des KZ Buchenwald (Häftlingslager, SS-Kasernen, Führerseidlungen, Industriebereiche etc.). Mit seiner Frau und seinen beiden Kindern bewohnte er eines der zehn repräsentativen Häuser in der SS-Führersiedlung I, unweit des Häftlingslagers, in der das leitende Personal des KZ lebte. Zu seinen Mitarbeitern in Buchenwald zählte der Bauhausschüler Franz Ehrlich. 1940 wurde er außerdem beauftragt, die Bauinspektion „Reich West“ aufzubauen.
Im Juni 1941 wechselte Grosch von Weimar-Buchenwald in die Zentrale des SS-Bauwesens (Hauptamt Haushalt und Bauten, ab Februar 1942 SS-im SS-Wirtschafts-Verwaltungshauptamt (SS-WVHA)). Mit Schreiben vom 27. September 1941 wurde SS-Obersturmführer Wolfgang Grosch beauftragt, in Lublin und im Auschwitz den Bau von Lagern für sowjetische Kriegsgefangene mit einer Kapazität von je 50.000 Personen zu beginnen. Die Arbeiten seien unverzüglich in Angriff zu nehmen und so schnell wie möglich auszuführen. Damit war er seitens der Berliner SS-Bauzentrale der verantwortliche Organisator für den Bau der späteren Vernichtungs- und Konzentrationslager Majdanek (Lublin) und Auschwitz-Birkenau. Die ersten Entwürfe für die Lager aus dem Herbst 1941 sahen dann schon Anfangskapazitäten von 100.000 Häftlingen vor. Im Range eines SS-Hauptsturmführers leitete er von November 1941 bis 1944 die Bauinspektion Rußland-Mitte, anfangs in Mogilev, später in Lublin. 1944 wurde er zum SS-Sturmbannführer befördert.
In der Endphase des Zweiten Weltkrieges war er kurzzeitig als Bauleiter zur Unterstützung der 3. Germanischen SS-Panzer Korps in Estland eingesetzt, bevor er ab Oktober 1944 schließlich zur Bauinspektion Böhmen und Mähren in Prag kam, wo er als Chef der Sonderinspektion IV fungierte. Während des Prager Aufstands im Mai 1945 soll er dem Chef des SS-Bauwesens und u. a. Hauptverantwortlichen für alle KZ-Bauten, Hans Kammler, zur Flucht verholfen. Grosch selbst entkam am 8. Mai 1945 aus Prag über Pilsen gen Westen.
Nach 1945 lebte er in Bietigheim-Bissingen. Seine beiden Kinder, die mit ihrer Mutter weiterhin in der SS-Führersiedlung I des KZ Buchenwald gewohnt hatten, kamen beim Luftangriff auf die Rüstungswerke des Lagers im August 1944 ums Leben. Im vierten von insgesamt zwölf Nürnberger Nachfolgeprozessen, dem Prozess Wirtschafts-Verwaltungshauptamt der SS von 1947 gegen den Hauptangeklagten Oswald Pohl, wurde Wolfgang Grosch als Zeuge hauptsächlich von Bolko von Stein, dem Verteidiger von Franz Eirenschmalz, befragt. Im Internierungslager Dachau wurde Grosch 1947/48 entnazifiziert. Dabei wurde lediglich seine Zeit als SS-Untersturmführer im KZ Buchenwald untersucht, nicht seine späteren Aktivitäten. Der Schriftwechsel zum Entnazifizierungsverfahren wurde aus den Beständen des Ministeriums für Staatssicherheit übernommen und wird unter der Nr. DY 55/125 im Bundesarchiv verwahrt.
Grosch ist ein herausragender Repräsentant der Tätergruppe der SS-Architekten, einer jener Funktionäre der mittleren Ebene, die eigenverantwortlich Entscheidungen trafen, Initiative übernahmen und Aktivitäten setzten, um den Gesamtprozess der »Endlösung der Judenfrage« in Gang zu setzen und weiterzubetreiben.